# Rommy
Rommy (właściwie Romke Henstra ur. 8 stycznia 1950 Twijzelerheide – zm. 22 kwietnia 2007 Leeuwarden) – holenderski piosenkarz, przedstawiciel fryzyjskiego folku.
Początki swojej kariery budował w różnych pubach i kameralnych występach dla kilkudziesięciu słuchaczy. Jego słuchacze wywodzili się z terenów północnych Holandii, gdzie z czasem zyskał przydomek „Głos lasu”.
Swoją pierwszą płytę singlową nagrał dopiero w roku 1985. Kariera jego załamała się po stwierdzeniu u niego choroby nowotworowej raka przełyku, w wyniku której zmarł w roku 2007.

## Dyskografia

### Albumy
- 3 peseta’s
- Als je zorgen hebt
- Avondrood
- Blauwe lucht en zonneschijn
- De gouden ring
- De levensklok
- Deze keer
- Kus me voor de laatste keer
- Mijn vriend
- Rode rozen
- Tango der liefde
- Verloren liefde

### Single
- De gouden ring
- Deze keer
- Dromen kan niemand verbieden
- Mooie moeders, mooie dochters
- Niemand dwingt mij
- Slaap m’n
- Steeds weer huil je
- Twee sterren
- Waar voor ik ga
- Zwarte Madonna

### DVD
- Rommy en de stille genieter